# Bijela knjiga CK SK Crne Gore
Bijela knjiga je dokument na 24 stranice Komisije Saveza komunista Crne Gore (SKCG) i Opštinskog komiteta (OK) SK Titograda iz 1972. godine. Njegovi potpisnici su tadašnji Sekretar Izvršnog komiteta Centralnog komiteta SKCG Vojislav Srzentić i u ime OK SK Titograda Vukadin Jovanović. 
Ovim je dokumentom SK CG uskladio svoje djelovanje sa SK Jugoslavije, nakon uhićenja, 11. siječnja 1972. godine, hrvatskih književnika i znanstvenika, optuženih da su sudionici t.zv. mas-poka.
Crnogorske komunističke vlasti su donošenje Bijele knjige obrazložile tvrdnjom da postoji iskazivanje "nacionalističkih i drugih idejno neprihvatljivih tendencija u javnim glasilima i nekim institucijama kulture u Titogradu". Sastavljen je popis književnika, kulturnih i javnih radnika kojima se zabranjuje javno istupanje i objavljivanje ili se eventualno odobrava, ali pod strogim nadzorom. Ova lista bila je dostupna samo članovima dvaju sekretarijata i do 1989. je ostala strogo povjerljiva. U Bijelu knjigu unijete su dvije skupine pojedinaca, prema stupnju sankcioniranja.
U prvoj skupini oštro proskribiranih bilo je devet imena "nacionalista" i "separatista" kojima treba onemogućiti suradnju i javna istupanja. To su: Pavle Mijović, Matija Bećković, Radoje Radojević, Miodrag Bulatović, Vojislav Nikčević, Vasilije Kalezić, Danilo Radojević, A. Lončar i Pavle Ivić.
U drugu skupinu upisana su imena pojedinaca prema čijemu radu treba ispoljiti visok stupanj idejno-političke budnosti. To su: Radovan Zogović, Drago Vujanović, Radoslav Rotković, Svetozar Piletić, Novica Rakočević, Dragoje Živković, Miro Glavurtić, Ranko Jovović, Branko Banjević, Sreten Perović, Milorad Stojović, Novak Kilibarda, Slobodan Vujačić, Petar Đuranović, Pero Ćetković, Boro Krivokapić, Jevrem Brković, Slobodan Kalezić i Momir Vojvodić. 
Osim navedenih, jednom broju osoba onemogućeno je biranje na odgovorne dužnosti i javne funkcije. Ovaj represivni dokument nije imao jednaku primjenu pa neki pobrojani pojedinci nisu uopće sankcionirani, što ukazuje na metodu kreatora Bijele knjige, da ciljna skupina, prema kojoj je trebalo primijeniti sankcije, ostane skrivena u širemu popisu imena.